# مصفوفة قطورة

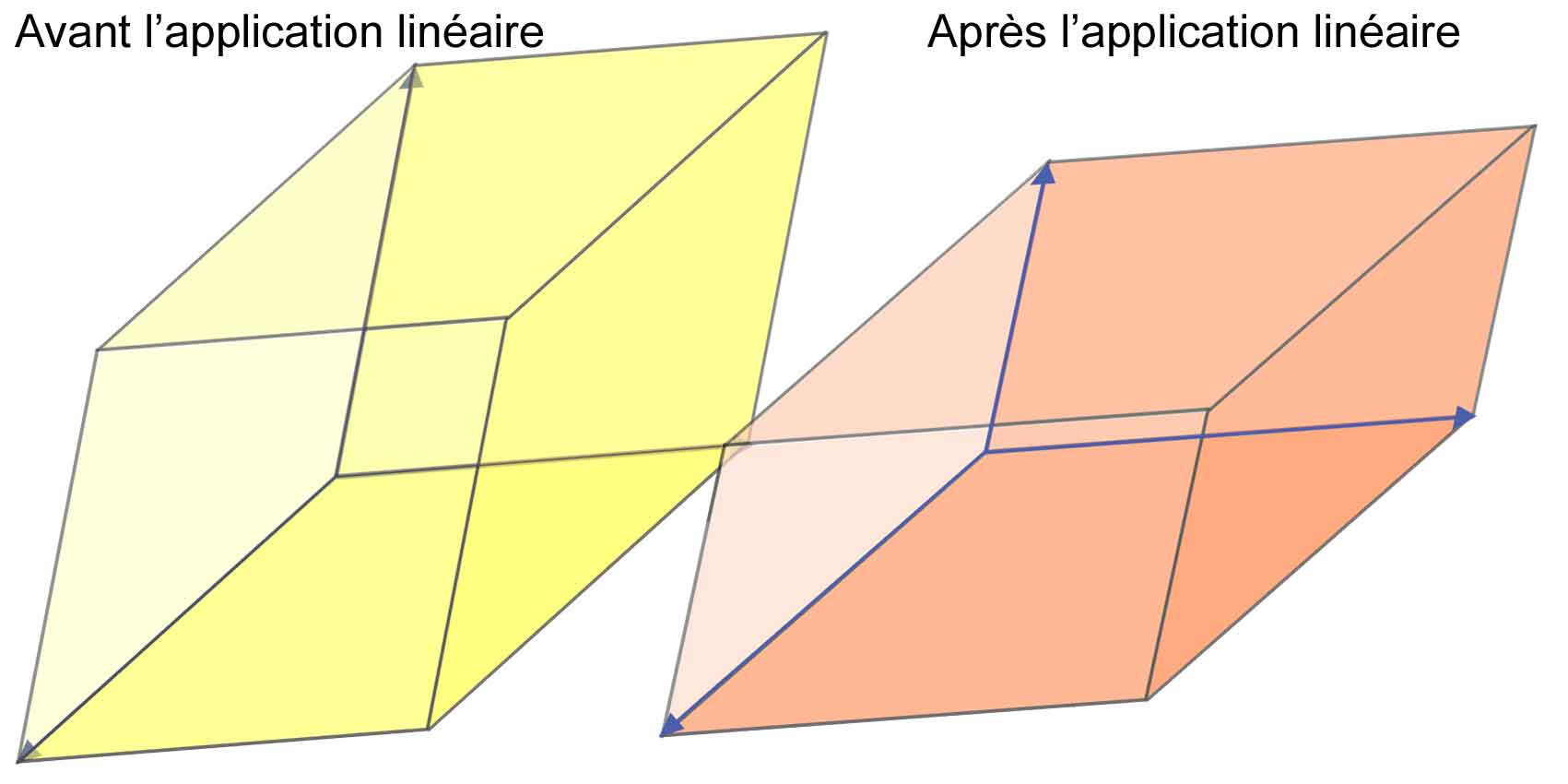

في الجبر الخطي، يقال عن مصفوفة مربعة A أنها قابلة للجدولة أو قابلة للتقطير إذا كانت مشابهة إلى مصفوفة قطرية، أي، إذا كان هناك مصفوفة انعكاسية P حيث أن P −1AP مصفوفة قطرية. إذا كانت V فضاء شعاعي - بعدي، فإن الخارطة الخطية T : V → V تدعى قابلة للجدولة إذا وجد أساس ل V بالنسبة لما هو ممثل في T بواسطة مصفوفة مجدولة.

## الجدولة
إذا كانت المصفوفة A قابلة للجدولة، أي أن،
{\displaystyle P^{-1}AP={\begin{pmatrix}\lambda _{1}\\&\lambda _{2}\\&&\ddots \\&&&\lambda _{n}\end{pmatrix}},}
فإن:
{\displaystyle AP=P{\begin{pmatrix}\lambda _{1}\\&\lambda _{2}\\&&\ddots \\&&&\lambda _{n}\end{pmatrix}}.}
بكتابة P بشكل مصفوفة مجزأة من شعاعات أعمدتها
{\displaystyle P={\begin{pmatrix}{\vec {\alpha }}_{1}&{\vec {\alpha }}_{2}&\cdots &{\vec {\alpha }}_{n}\end{pmatrix}},}
يمكن إعادة كتابة المعادلة السابقة كما يلي
{\displaystyle A{\vec {\alpha }}_{i}=\lambda _{i}{\vec {\alpha }}_{i}\qquad (i=1,2,\cdots ,n).}
ولذا فإن شعاع أعمدة P تكون شعاعات مميزة لـ A، والمدخل القطري المطابق له هو القيمة المميزة المطابقة.